# Under solen (skulptur)

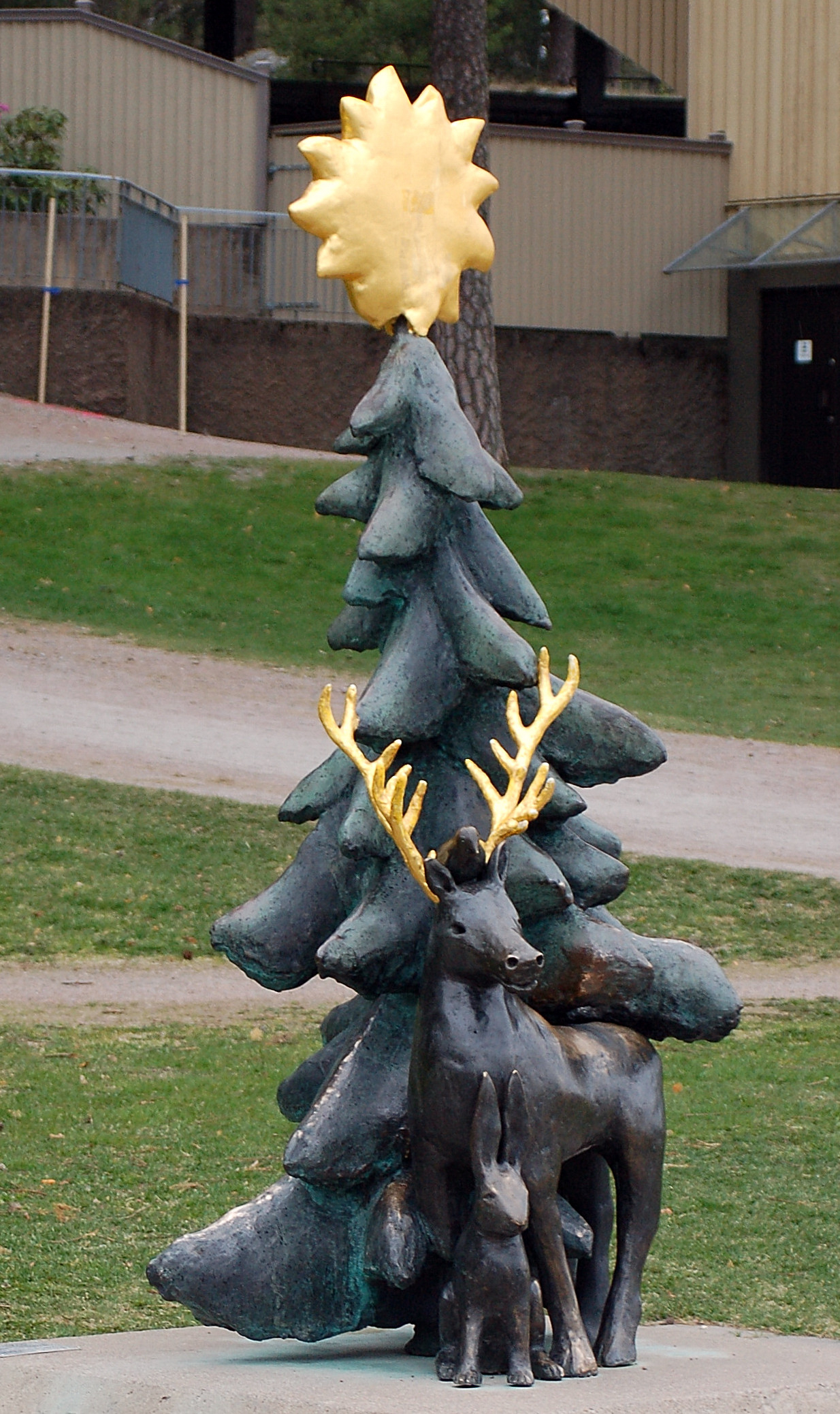
Under solen av Klara Kristalova i Mariebergsskogen Karlstad

Under solen är en bronsskulptur av Klara Kristalova placerad i Mariebergsskogen i Karlstad.
Skulpturen beställdes redan år 2001 och bekostades med medel från Folkets Hus och Parker, Mariebergsskogen AB samt Karlstads kommun, som år 2000 skänkte 25 000 kronor när Mariebergsskogen fyllde 75 år. Under solen är en lekfull och fantasieggande skulptur i patinerad brons som består av en hare, en hjort och en duva som står intill en gran med en stjärna eller sol i toppen. Skulpturen har behandlats och patinerats på olika sätt, hjortens horn och solen är förgyllda.
Tanken var att skulpturen skulle placeras i anslutning till Mariebergsskogens nya lekträdgård men på grund av ombyggnationer och förseningar dröjde det dock till oktober 2006 innan skulpturen kom på plats.